# Enka
ENKA İnşaat ve Sanayi A.Ş. — турецкий холдинг, один из лидеров турецкого и российского строительного рынка. Штаб-квартира находится в Стамбуле.
Основан в 1957.

## Деятельность
Строительное подразделение компании занимается возведением промышленных объектов, мостов, торговых моллов, аэропортов и трубопроводов в Турции. Холдинг является (с сентября 2007 года) владельцем компании «Рамэнка», развивающей сеть гипермаркетов «Рамстор».
Выручка компании за 2006 год — $4 млрд, прибыль — $445 млн.
В рейтинге «Короли российской недвижимости», опубликованном 24 января 2019 года, эксперты журнала Forbes отдали седьмую позицию компании Enka, годовой доход которой от сдачи в аренду площадей за 2018 год составил 325 миллионов долларов.

### Enka в России
Enka работала в Москве ещё в годы Советского Союза. В 1988 году холдинг участвовал в нескольких строительных проектах, среди которых реставрация и реконструкция московского исторического здания Петровского пассажа и строительство госпиталя для ветеранов Великой Отечественной войны.
С начала 1990-х годов компания работает в СССР. С 5 июля 1991 года по 31 декабря 1991 года фирма строила микрорайон в городе Борисове (БССР, потом Республика Беларусь) для офицеров, которые ранее служили в ГДР.
В 1993 году Enka вызвалась восстанавливать Белый дом после трагических событий октября 1993 года.
Холдинг участвовал в реконструкции зданий Государственной думы и Правительства России.
Холдинг построил крупный жилой микрорайон города Краснодара, который жители называют «Энка» (официально — микрорайон имени маршала Г. К. Жукова). Холдинг строил гипермаркеты IKEA в Санкт-Петербурге и Казани, выбран подрядчиком для строительства заводов Toyota и General Motors в Санкт-Петербурге.
Enka владеет около 135 000 м² офисных площадей в Москве, ведёт строительство нескольких башен комплекса «Москва-Сити».
Розничным бизнесом Enka в России управляет ООО «Энка ТЦ». В 2008 году большинство гипермаркетов «Рамстор», которыми управляла «Энка ТЦ», были проданы французской группе «Ашан».
На начало 2010 года «Энка ТЦ» управляла 10 торговыми центрами «Капитолий» и 17 супермаркетами «Рамстор», которые были переименованы в «Ситистор».

### Enka в Беларуси
Enka построила микрорайон со своей инфраструктурой (поликлиника, школа, детский сад, магазин, кинотеатр и пр.) в белорусском городе Слоним и городе Борисов, который так и называется: микрорайон «Энка».

## Обвинения в финансировании войны в Чечне
22 апреля 2008 года «Первый канал» показал фильм «План „Кавказ“», снятый Антоном Верницким в жанре журналистского расследования. В фильме рассказывалось, как в 1990-х годах спецслужбами ряда стран мира планировалось отделение Чечни от России, об осуществлении помощи чеченским боевикам во Франции, Германии, Грузии, Турции. В частности, Султан Кехурсаев, бригадный генерал армии ЧРИ, проживавший в то время в Стамбуле, рассказал, что захват боевиками Грозного летом 1996 года финансировали крупные турецкие компании, работавшие в России, среди которых была названа и Enka.
Компания Enka отвергла обвинения в финансировании чеченских боевиков: 23 апреля 2008 года в РИА Новости поступило её заявление, в котором информация о компании в фильме была названа «полностью безосновательной и не соответствующей действительности». 24 апреля 2008 года посольство Турции в Москве распространило заявление, в котором говорилось, что фильм «План „Кавказ“» содержит «необоснованные утверждения относительно Турции».
В пресс-службе «Первого канала» заявили, что фильм «План „Кавказ“» является документальным проектом, основанным на свидетельствах непосредственных участников событий в Чечне в 1990-е годы.